# Meld
Meld（メルド）は、ビジュアルなdiffで、開発者をターゲットにしたGNOMEのマージツールである。Meldは、ユーザーに2つまたは3つのファイル、ディレクトリを視覚的に比較することを許し、異なる行を色分け表示する。
Meldはまた、ファイル、ディレクトリ、バージョン管理されたレポジトリを比較する。Meldは、ファイルとディレクトリの両方について、2ウェイまたは3ウェイの比較を提供し、Git、Mercurial、Baazar、CVS、Subversionを含む多くのバージョン管理システムをサポートする。
Meldは、自由ソフトウェア、オープンソースソフトウェアであり、GNU GPLに従ってリリースされている。

## 必要なライブラリ
Meld 3.18.0は以下のライブラリを必要とする。
- Python 3.3
- GTK+ 3.14
- GLib 2.36
- PyObject 3.14
- GtkSourceView 3.14
- pycairo